# Jan Miense Molenaer

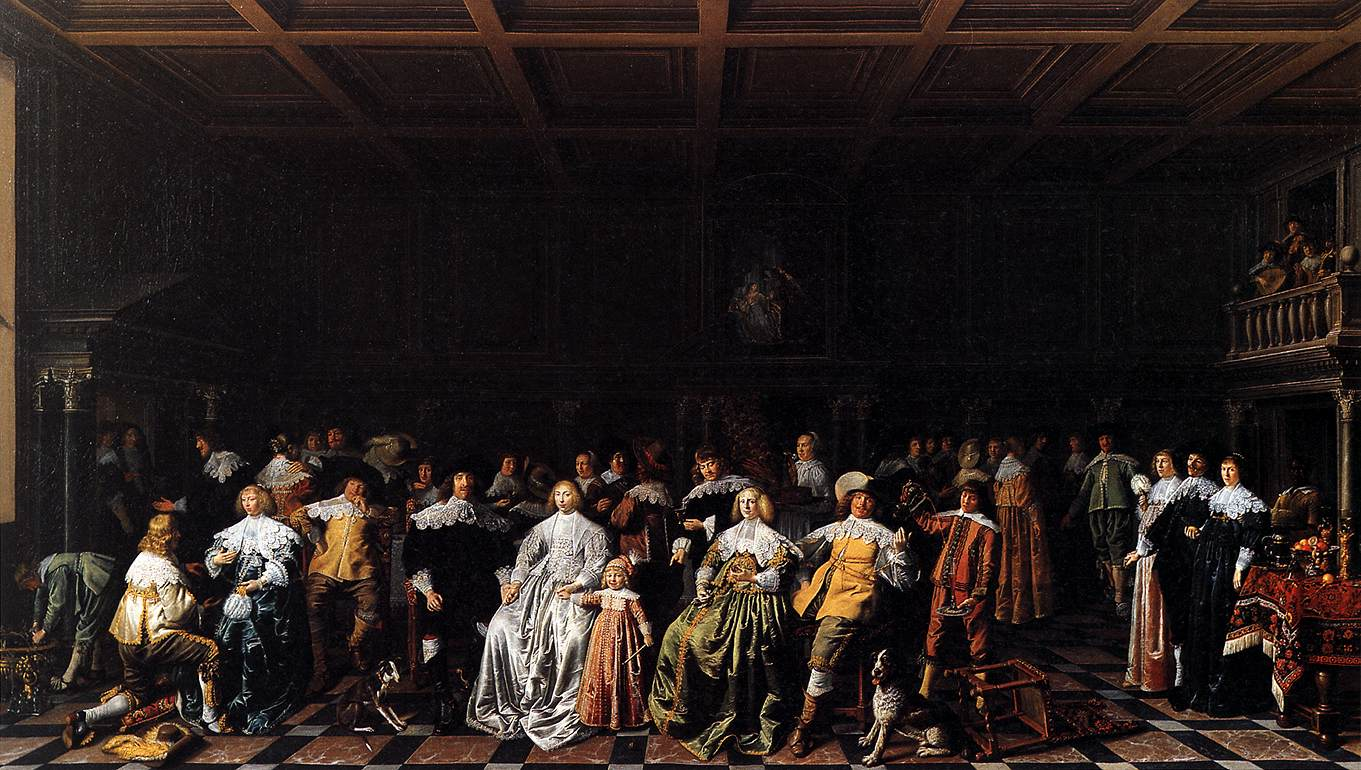
Die Hochzeit von Willem van Loon und Margaretha Bas (1637)

Jan Miense Molenaer (* um 1610 in Haarlem; † 15. September 1668 ebenda) war ein niederländischer Maler und Radierer.

## Biografie
Der Künstler genoss seine Ausbildung bei Frans Hals und wurde von der Malerin Judith Leyster inspiriert, die er 1636 heiratete. Er lebte und arbeitete vorwiegend in Haarlem, bevor er sich nach 1648 in Amsterdam niederließ, wo er Jan Lievens den Älteren beherbergte. Jan Miense Molenaer starb 1668 in Haarlem.

## Werk
Er malte vorwiegend Genrebilder mit Dorfszenen und Motiven aus dem bäuerlichen Leben, in denen der Einfluss von Frans Hals und Leyster zu erkennen ist, insbesondere Leysters pittoresker Realismus, der hellgraue Grund, sowie die Farbgebung der kräftigeren Töne. Die Interieurs sind vom Werk Adriaen van Ostades inspiriert. Des Weiteren malte Molenaer verschiedene Porträts und Szenen aus dem Themenkreis der Musik.
Molenaers Werk beeinflusste seine beiden Brüder sowie Harmen Hals.

## Familie
Der Künstler war seit 1636 mit Judith Leyster (1609–1660) verheiratet. Das Paar hatte folgende Kinder:
- Johannus (1637)
- Jacobus (1639)
- Helena (1643), X 1669 Jonas le Febure († 1681)
- Eva (1646)
- Constantin (1650)

Seine Brüder Bartholomaeus Molenaer († 1650 in Haarlem) und Claes Molenaer († 1676 in Haarlem) waren ebenfalls Maler.

## Werkauswahl
Genrebilder:
- Der Zahnarzt, (1630) Herzog Anton Ulrich-Museum, Braunschweig
- Verleugnung Petri, 1636, Szépművészeti Múzeum, Budapest
- Bohnenfest, Liechtenstein-Museum, Wien
- Gebet vor der Mahlzeit, 1640, Rijksmuseum, Amsterdam[1]
- Falschspieler, 1668, Rijksmuseum, Amsterdam
- Bauern im Wirtshaus, Szépművészeti Múzeum, Budapest
- Die Schenke zum Halbmond, Szépmüvészeti Múzeum, Budapest

Interieurs:
- Maleratelier, 1631, Bode-Museum, Berlin
- Allegorie der fünf Sinne, 1637, Mauritshuis, Den Haag[2]
- Raucher, Städel, Frankfurt am Main

Porträts und Musikszenen:
- Familienporträt, 1637, Rijksmuseum, Amsterdam

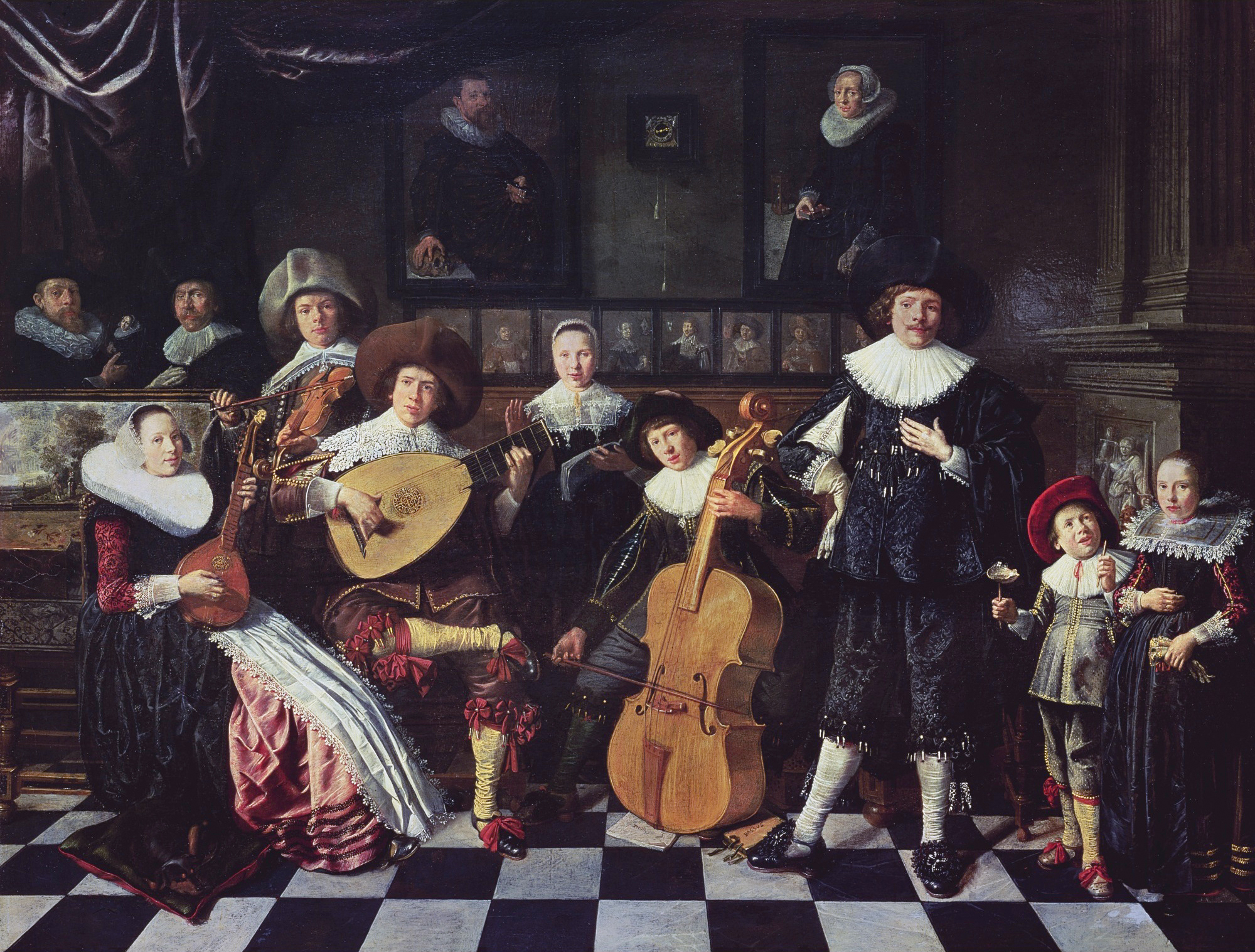
Selbstporträt mit Familie, (um 1634), Frans-Hals-Museum, Haarlem
- Dame am Virginal, Rijksmuseum, Amsterdam[4]
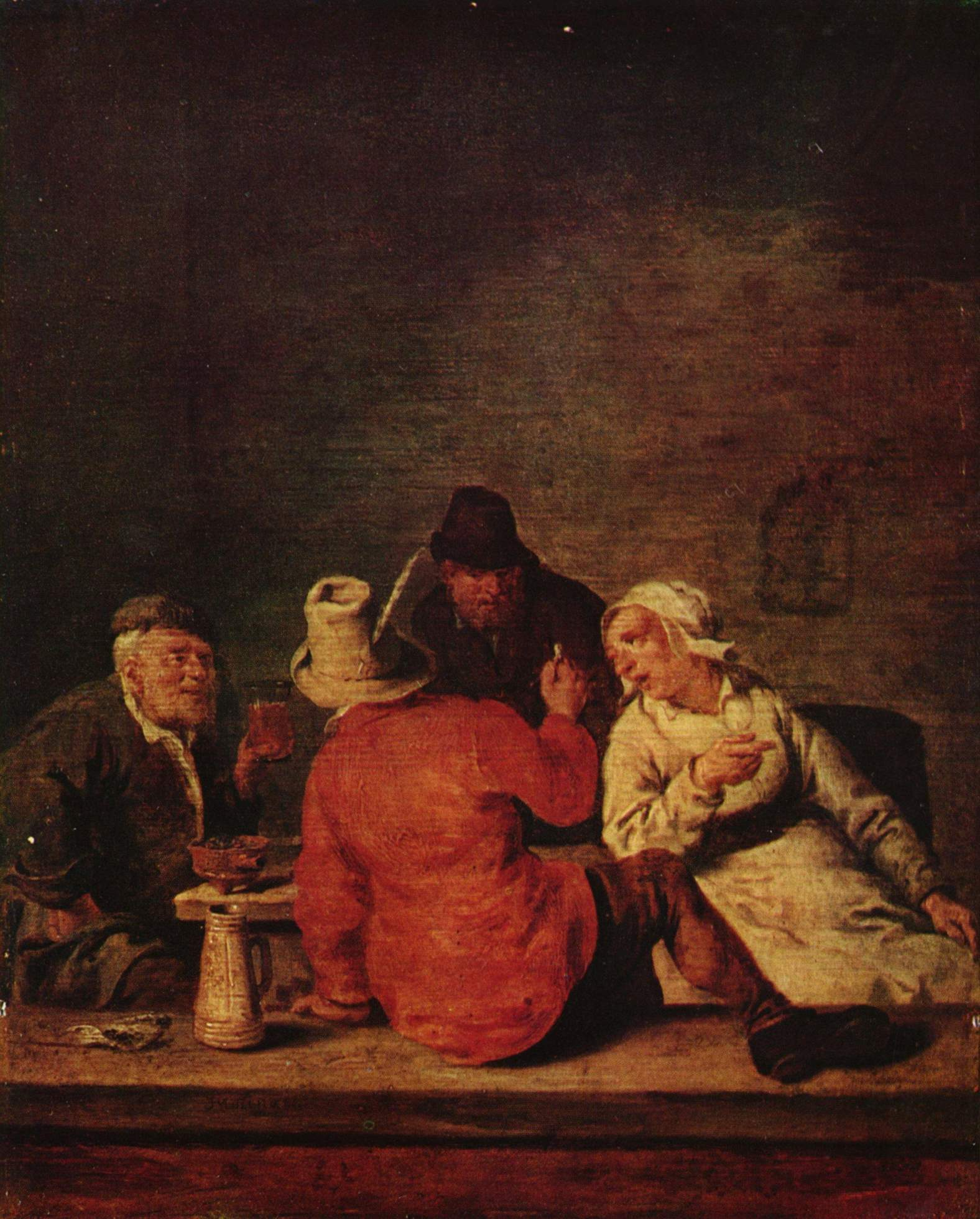
Musizierendes Paar, Szépmüvészeti Múzeum, Budapest
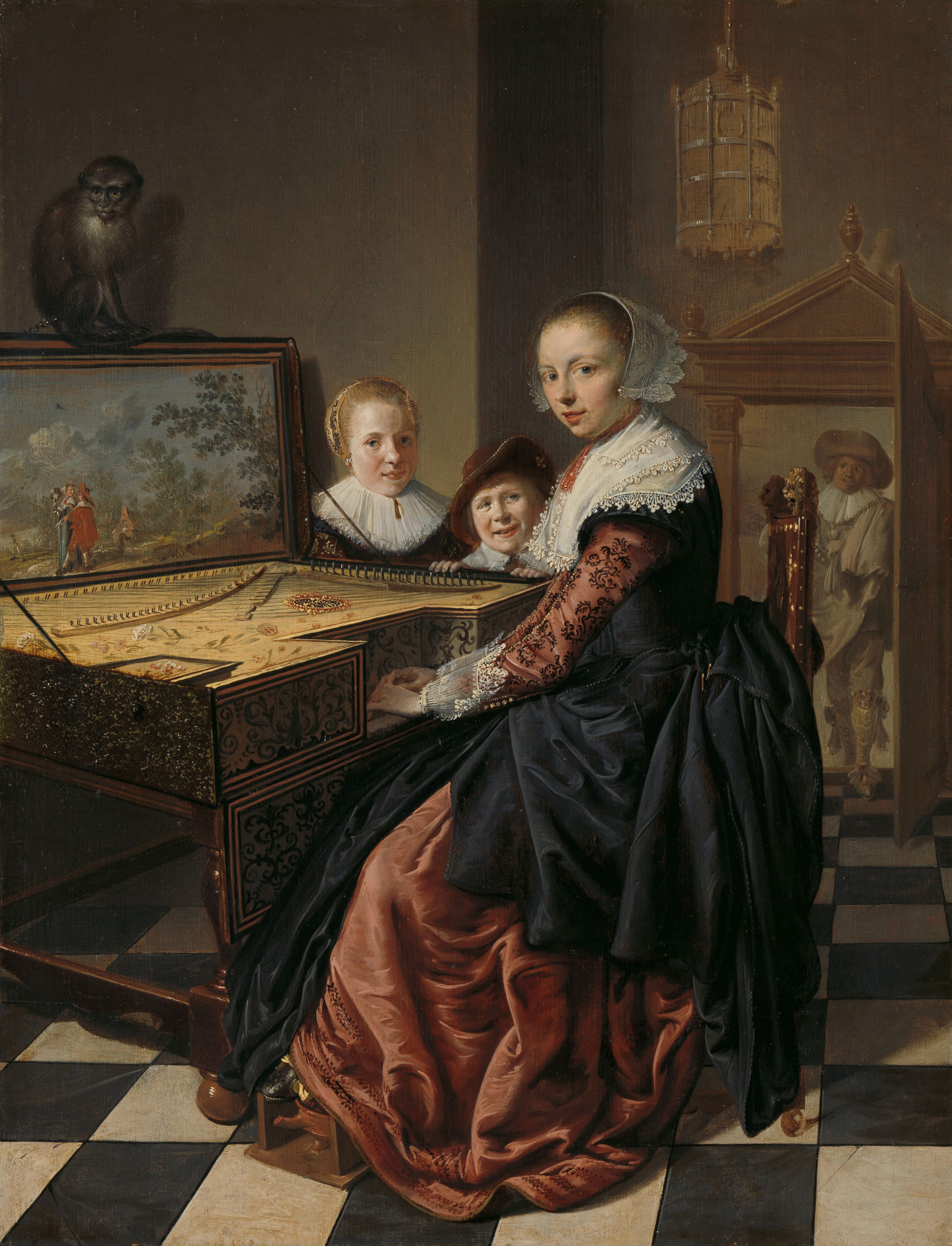
Dame am Virginal, Rijksmuseum, Amsterdam
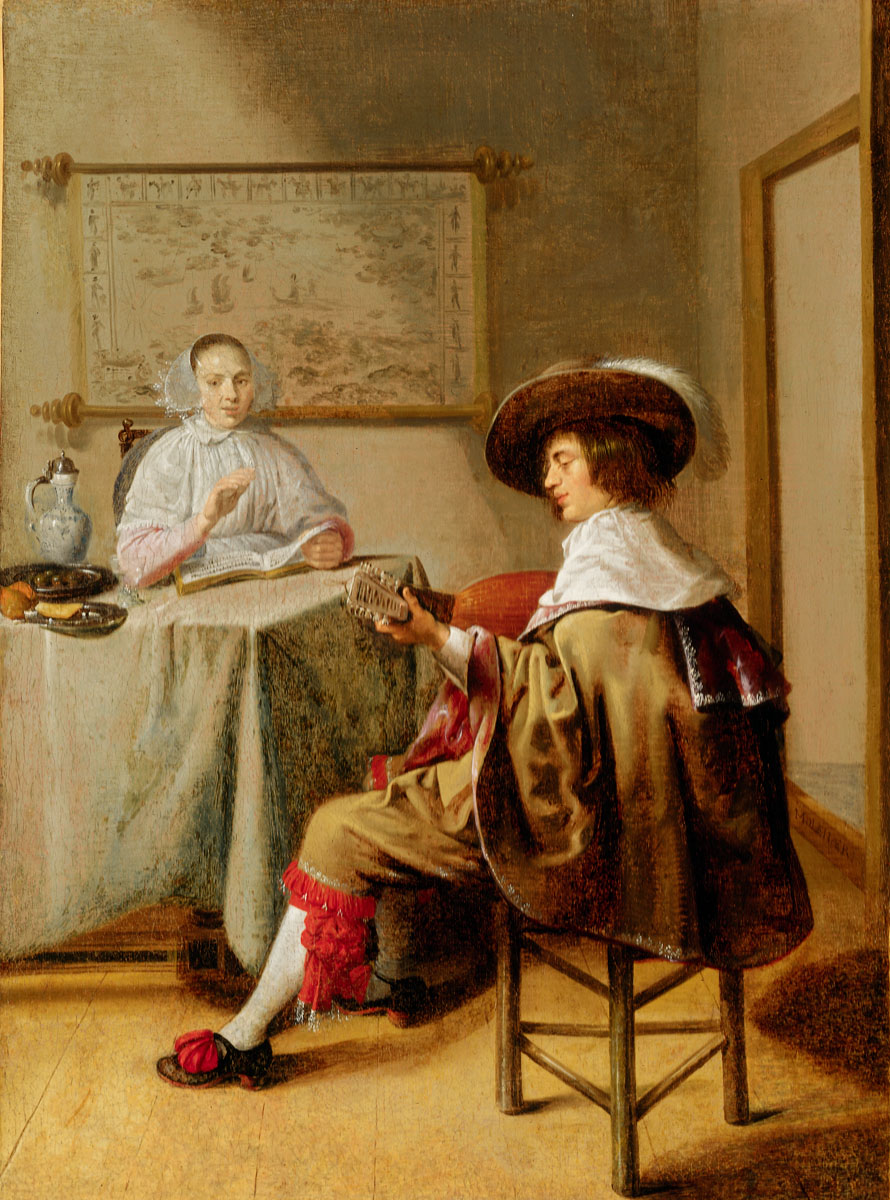
Musizierendes Paar, Szépmüvészeti Múzeum, Budapest
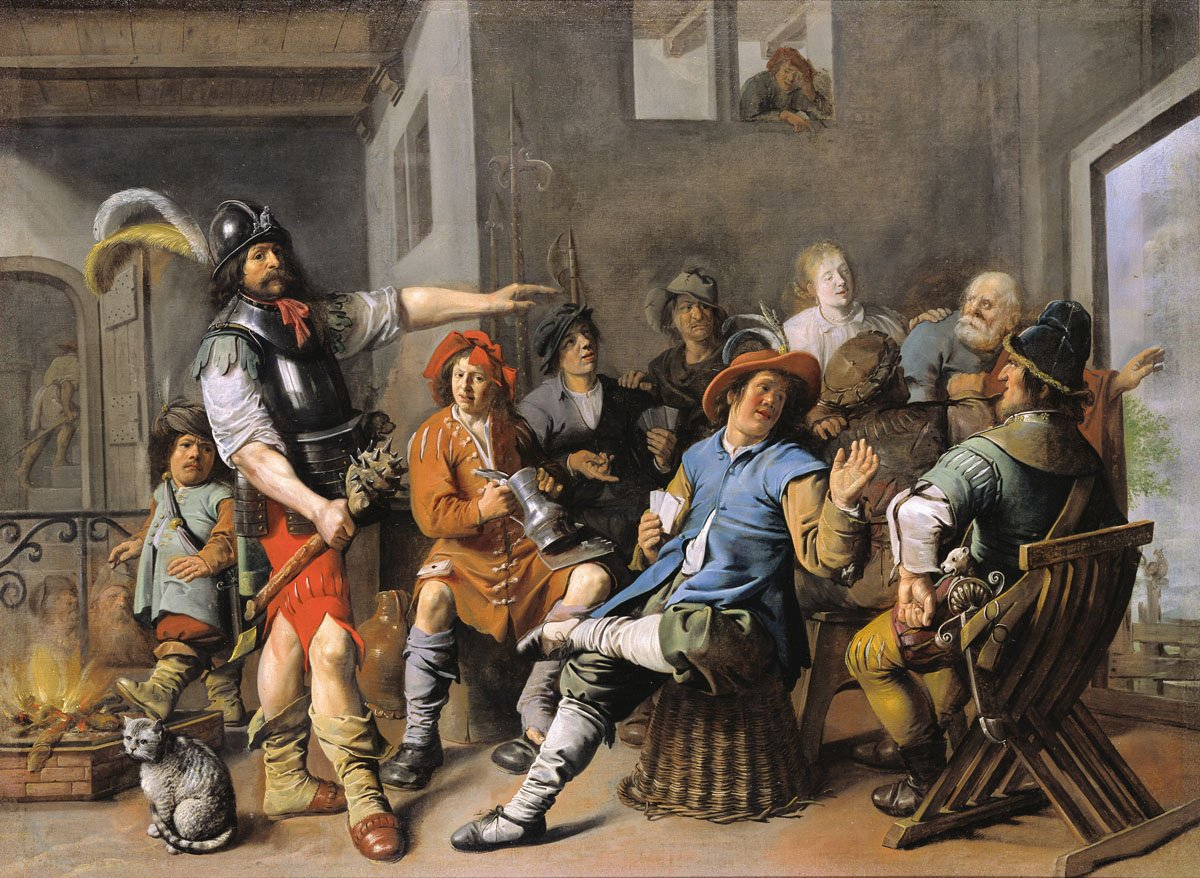
Verleugnung Petri, 1636, Szépmüvészeti Múzeum, Budapest
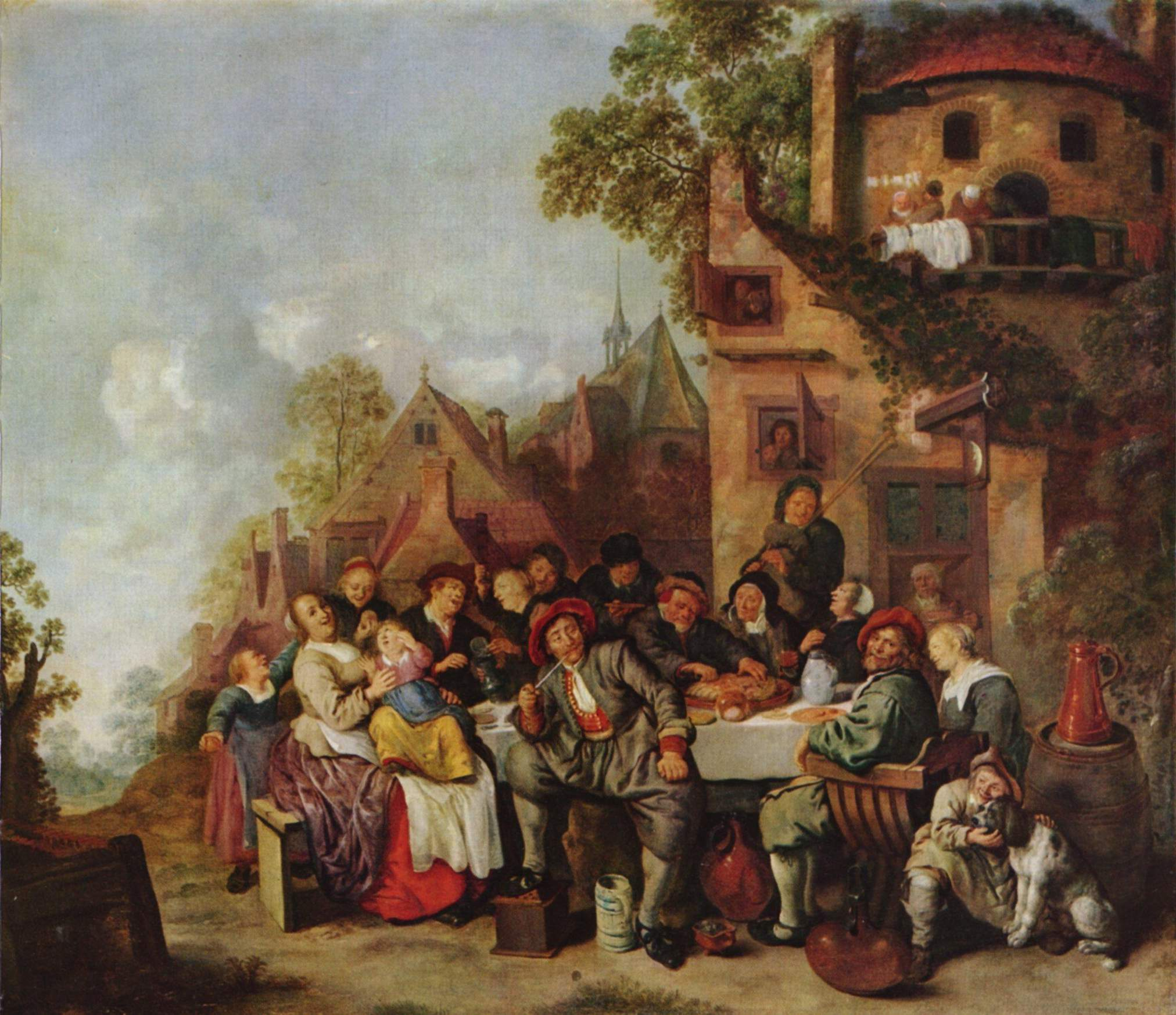
Die Schenke Zum Halbmond Szépmüvészeti Múzeum, Budapest

- Klarinettenspieler, Museum Boijmans Van Beuningen, Rotterdam
- Musikalischer Zeitvertreib, National Gallery, London

## Abbildungen
(Auswahl)
- Selbstporträt mit Familie, um 1634, 
 Frans-Hals-Museum, Haarlem
- Bauern im Wirtshaus, 
 Szépmüvészeti Múzeum, Budapest
- Dame am Virginal, 
Rijksmuseum, Amsterdam
- Musizierendes Paar, 
 Szépmüvészeti Múzeum, Budapest
- Verleugnung Petri, 1636, 
 Szépmüvészeti Múzeum, Budapest
- Die Schenke Zum Halbmond 
 Szépmüvészeti Múzeum, Budapest